# Léolia Jeanjean
Léolia Jeanjean (Montpellier, 14 agosto 1995) è una tennista francese.

## Carriera
Léolia Jeanjean ha vinto 4 titoli in singolare e 3 titoli in doppio nel circuito ITF in carriera. Il 30 gennaio 2023 ha raggiunto il best ranking mondiale nel singolare, n°102; il 18 marzo 2024 ha raggiunto il miglior piazzamento mondiale nel doppio, n°162.
La Jeanjean ha giocato al college della Lynn University e all'Università dell'Arkansas.
Ha fatto il suo debutto in un Grand Slam agli Open di Francia 2022 dopo aver ricevuto una wildcard per il tabellone principale. Al primo turno riesce ad ottenere la sua prima vittoria sconfiggendo la spagnola Nuria Párrizas Díaz e al secondo si impone a sorpresa in due comodi set sulla ottava testa di serie Karolína Plíšková.

## Statistiche WTA

### Doppio

#### Sconfitte (1)
| Legenda              |
| -------------------- |
| Grande Slam (0)      |
| Argenti Olimpici (0) |
| WTA Finals (0)       |
| WTA Elite Trophy (0) |
| Dal 2021             |
| WTA 1000 (0)         |
| WTA 500 (0)          |
| WTA 250 (1)          |

| N. | Data            | Torneo                         | Superficie  | Compagna           | Avversarie in finale        | Punteggio |
| 1. | 22 ottobre 2023 | Transylvania Open, Cluj-Napoca | Cemento (i) | Valerija Strachova | Jodie Burrage Jil Teichmann | 1-6, 4-6  |

## Circuito WTA 125

### Singolare

#### Sconfitte (1)
| N. | Data             | Torneo                      | Superficie  | Avversaria in finale | Punteggio |
| 1. | 27 novembre 2022 | Montevideo Open, Montevideo | Terra rossa | Diana Šnajder        | 4-6, 4-6  |

### Doppio

#### Vittorie (1)
| N. | Data             | Torneo                         | Superficie  | Compagna    | Avversarie in finale      | Punteggio        |
| 1. | 25 novembre 2023 | MundoTenis Open, Florianópolis | Terra rossa | Sara Errani | Julia Lohoff Conny Perrin | 7-5, 3-6, [10-7] |

#### Sconfitte (1)
| N. | Data             | Torneo              | Superficie  | Compagno            | Avversarie in finale         | Punteggio |
| 1. | 23 novembre 2024 | Colina Open, Colina | Terra rossa | Kristina Mladenovic | Mayar Sherif Nina Stojanović | w/o       |

## Statistiche ITF

### Singolare

#### Vittorie (4)
| Torneo $100.000 (0) |
| Torneo $80.000 (0)  |
| Torneo $75.000 (0)  |
| Torneo $60.000 (1)  |
| Torneo $50.000 (0)  |
| Torneo $40.000 (1)  |
| Torneo $25.000 (1)  |
| Torneo $15.000 (1)  |
| Torneo $10.000 (0)  |

| N. | Data            | Torneo                                         | Superficie  | Avversaria in finale    | Punteggio |
| 1. | 30 maggio 2021  | Sibenik Open, Sebenico                         | Terra rossa | Nefisa Berberović       | 6-2, 6-4  |
| 2. | 17 aprile 2022  | Ladies Open de Calvi Eaux de Zilia, Calvi      | Cemento     | Tessah Andrianjafitrimo | 6-2, 6-2  |
| 3. | 27 ottobre 2024 | Internationaux Féminins de la Vienne, Poitiers | Cemento (i) | Diana Martynov          | 6-2, 6-3  |
| 4. | 2 novembre 2024 | Engie Open Nantes Atlantique, Nantes           | Cemento (i) | Sara Cakarevic          | 6-1, 6-3  |

#### Sconfitte (9)
| Torneo $100.000 (1) |
| Torneo $80.000 (1)  |
| Torneo $75.000 (0)  |
| Torneo $60.000 (3)  |
| Torneo $50.000 (0)  |
| Torneo $40.000 (2)  |
| Torneo $25.000 (1)  |
| Torneo $15.000 (0)  |
| Torneo $10.000 (1)  |

| N. | Data              | Torneo                                          | Superficie      | Avversaria in finale | Punteggio        |
| 1. | 8 dicembre 2013   | Circuito WTA Costa Azahar Borriol, Borriol      | Terra rossa     | Marija Marfutina     | 6-1, 5-7, 3-6    |
| 2. | 20 febbraio 2022  | TBC Porto Open, Porto                           | Cemento (i)     | Moyuka Uchijima      | 3-6, 1-6         |
| 3. | 2 aprile 2022     | Engie Open de Seine-et-Marne, Croissy-Beaubourg | Cemento (i)     | Linda Nosková        | 3-6, 4-6         |
| 4. | 13 agosto 2023    | Engie Open, Brasilia                            | Cemento         | Lulu Sun             | 4-6, 6-4, 2-6    |
| 5. | 24 settembre 2023 | Caldas da Rainha Ladies Open, Caldas da Rainha  | Cemento         | Petra Marčinko       | 4-6, 1-6         |
| 6. | 29 settembre 2024 | Pilar Women's, Pilar                            | Terra rossa     | Solana Sierra        | 2-6, rit.        |
| 7. | 26 gennaio 2025   | Bengaluru Women's, Bengaluru                    | Cemento         | Tatjana Maria        | 7-6(0), 3-6, 4-6 |
| 8. | 1º febbraio 2025  | NECC-DECCAN ITF Women's, Pune                   | Cemento         | Tat'jana Prozorova   | 6-4, 5-7, 3-6    |
| 9. | 30 marzo 2025     | Circuito Banco BRB, Vacaria                     | Terra rossa (i) | Francesca Jones      | 6-1, 4-6, 1-6    |

### Doppio

#### Vittorie (3)
| Torneo $100.000 (0) |
| Torneo $80.000 (0)  |
| Torneo $75.000 (0)  |
| Torneo $60.000 (1)  |
| Torneo $50.000 (0)  |
| Torneo $40.000 (0)  |
| Torneo $25.000 (0)  |
| Torneo $15.000 (1)  |
| Torneo $10.000 (1)  |

| N. | Data            | Torneo                                     | Superficie  | Compagna           | Avversarie in finale           | Punteggio        |
| 1. | 7 dicembre 2013 | Circuito WTA Costa Azahar Borriol, Borriol | Terra rossa | Marine Partaud     | Tina Tehrani Mandy Wagemaker   | 4–6, 6–1, [10–3] |
| 2. | 29 giugno 2019  | Cancun Tennis Cup, Cancún                  | Cemento     | Tiphanie Fiquet    | Hind Abdelouahid Alyssa Tobita | 6-4, 6-4         |
| 3. | 5 agosto 2023   | Engie Open, Feira de Santana               | Cemento     | Valerija Strachova | Haley Giavara Abigail Rencheli | 7-5, 6-4         |

#### Sconfitte (5)
| Torneo $100.000 (0) |
| Torneo $80.000 (1)  |
| Torneo $75.000 (0)  |
| Torneo $60.000 (0)  |
| Torneo $50.000 (0)  |
| Torneo $40.000 (0)  |
| Torneo $25.000 (3)  |
| Torneo $15.000 (1)  |
| Torneo $10.000 (0)  |

| N. | Data              | Torneo                                                           | Superficie  | Compagna        | Avversarie in finale                       | Punteggio           |
| 1. | 15 febbraio 2020  | Cancun Tennis Cup, Cancún                                        | Cemento     | Tiphanie Piquet | Carolina Alves Andrea Gámiz                | 7-5, 2-6, [9-11]    |
| 2. | 17 aprile 2021    | Ladies Open Calvi, Calvi                                         | Cemento     | Audrey Albié    | Lina Ǵorčeska Amandine Hesse               | 5-7, 4-6            |
| 3. | 10 settembre 2021 | Open International de Saint-Palais-sur-Mer, Saint-Palais-sur-Mer | Terra rossa | Audrey Albié    | Anna Danilina Valerija Strachova           | 7-6(7), 2-6, [4-10] |
| 4. | 31 ottobre 2021   | Internationaux Féminins de la Vienne, Poitiers                   | Cemento (i) | Audrey Albié    | Mariam Bolkvadze Samantha Murray Sharan    | 6(5)-7, 0-6         |
| 5. | 12 febbraio 2022  | TBC Porto Open, Porto                                            | Cemento (i) | Audrey Albié    | Valentini Grammatikopoulou Quirine Lemoine | 2-6, 3-6            |

## Vittorie contro giocatrici Top 10
| Stagione | 2022 | Totale |
| Vittorie | 1    | 1      |

| #    | Giocatrice        | Ranking | Evento                  | Superficie  | Turno | Punteggio | Rank. LJR |
| ---- | ----------------- | ------- | ----------------------- | ----------- | ----- | --------- | --------- |
| 2022 |                   |         |                         |             |       |           |           |
| 1.   | Karolína Plíšková | 8       | Open di Francia, Parigi | Terra rossa | 2T    | 6-2, 6-2  | 227       |